# Galea leucoblephara littoralis
Galea leucoblephara littoralis es una de las subespecies en que se divide la especie de roedor histricomorfio G. leucoblephara, denominada comúnmente cuis moro. Se distribuye en el centro-este y sur del Cono Sur de Sudamérica.

## Taxonomía
Descripción original
Este taxón fue descrito originalmente en el año 1901 por el mastozoólogo británico Michael Rogers Oldfield Thomas, como una subespecie de Cavia boliviensis.
Localidad tipo
La localidad tipo referida es: “Bahía Blanca, provincia de Buenos Aires, Argentina”.
Holotipo
El ejemplar holotipo designado es el catalogado como: B.M. n°. 0. 8. 5. 7.; se trata de una hembra semi-adulta, la que fue capturada el 29 de septiembre de 1896 por el señor W. Jex. Se encuentra depositada en el Museo de Historia Natural, de Londres.
Etimología
Etimológicamente, el epíteto específico leucoblephara se construye con dos palabras del idioma griego, en donde: leukos significa ‘blanco’ y blepharon es ‘párpado’. Refiere a una característica de la subespecie típica de la especie, que había llamado la atención a su descriptor, el naturalista paleontólogo y zoólogo alemán, nacionalizado argentino, Carlos Germán Burmeister: “…los bordes de los ojos blanco puros…”.
El epíteto subespecífico littoralis refiere a la ubicación de la localidad tipo, sobre el litoral marítimo, en contraste con formas emparentadas que se conocían del interior continental.

### Historia taxonómica
Desde el año 1935 fue tratada como una subespecie de Galea musteloides Meyen, 1832 (es decir, Galea musteloides littoralis) hasta que, luego de un estudio en el que se empleó secuencias de un gen mitocondrial (citocromo b), en el año 2010, Galea leucoblephara fue elevada a especie plena por Jonathan L. Dunnum y Jorge Salazar-Bravo, transfiriéndose a esta última esta subespecie. 
En el año 2008, en su tesis doctoral, Alexandra Maria Ramos Bezerra consideró a este taxón en la categoría de especie independiente (es decir, Galea littoralis), algo que aún no se efectivizó mediante un acto nomenclatural. Ya en 1929 Oldfield Thomas también la había tratado en el nivel especie.

#### “Galea negrensis”
En el año 1919, el mastozoólogo Oldfield Thomas describió una nueva especie: Galea negrensis. El ejemplar tipo es una hembra (B.M. n°. 18. 12. 1. 25); se trata de una hembra adulta, la que fue capturada el 23 de marzo de 1918 por el señor Emilio Budin, en la localidad de Pilcaniyeu (a 1400 m s. n. m.), en la parte occidental de la actual provincia de Río Negro (sudoeste de la Argentina). Se encuentra depositada en el Museo de Historia Natural de Londres. Se la considera un sinónimo más moderno de Galea leucoblephara littoralis.

#### “Galea tixiensis”
En el año 2001, el zoólogo Carlos Quintana describió una nueva especie —extinguida— de cávido del género Galea, denominándola Galea tixiensis. Etimológicamente, el término específico tixiensis es un topónimo con el cual el autor hizo referencia al lugar donde fue colectado el ejemplar tipo, el sitio arqueológico Cueva Tixi, en el sistema serrano de Tandilia oriental. Su característica distintiva era el mayor tamaño respecto a otras especies del género.

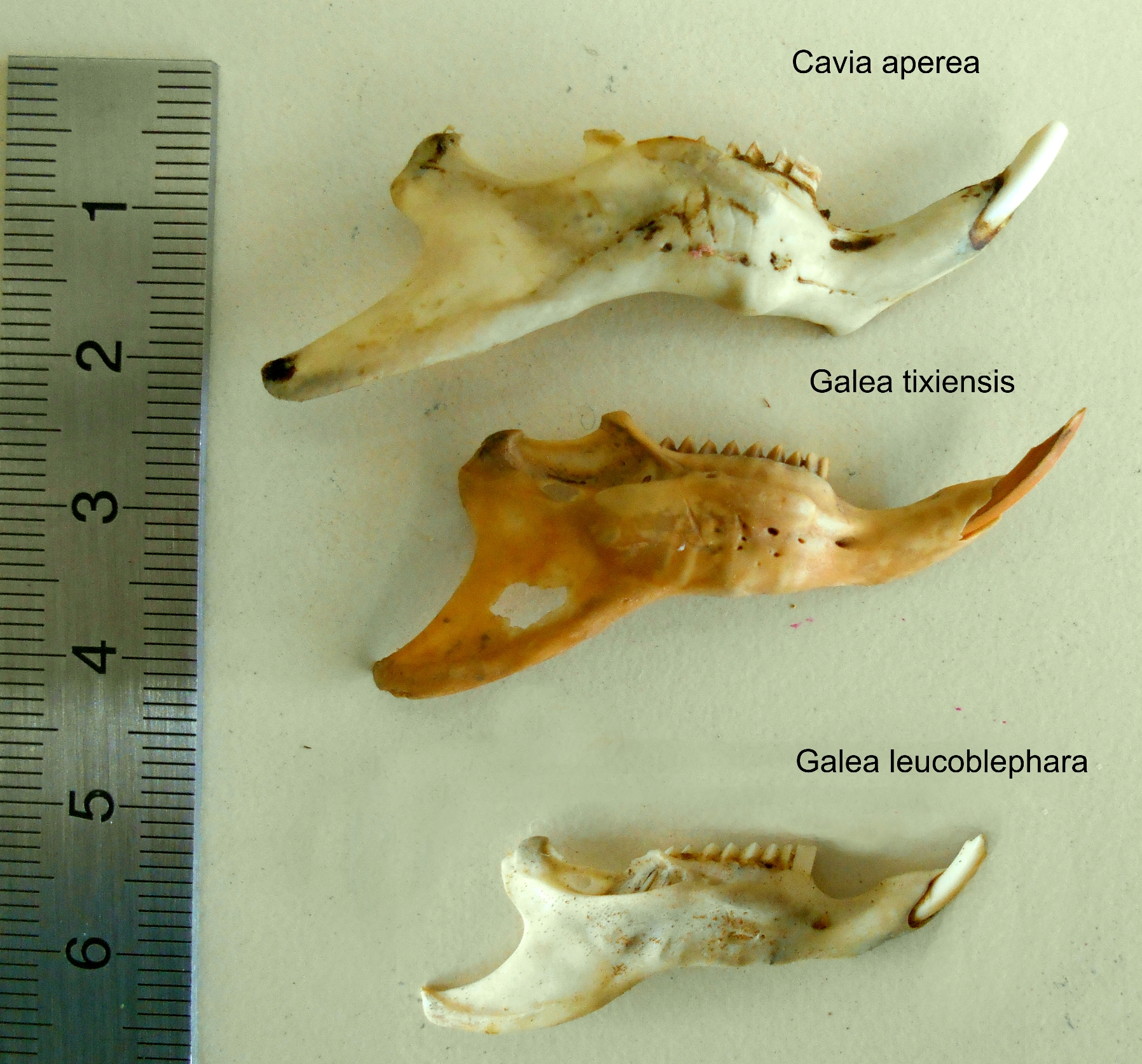
Rama mandibular de “Galea tixiensis” (centro).

Se suponía que G. tixiensis era endémica del sistema serrano de Tandilia oriental, provincia de Buenos Aires, centro-este de la Argentina. Sus restos fueron exhumados de los sitios arqueológicos Cueva Tixi y Cueva El Abra (situados en la sierra de La Vigilancia y alrededores) y en el sitio Lobería I (sector sur de la sierra La Larga, partido de Lobería). Las poblaciones de este Galea convivieron con el cuis común (Cavia aperea). Según la secuencia obtenida en el sitio Cueva Tixi, este Galea habría mantenido importantes poblaciones durante la totalidad del Holoceno, siendo registrada en toda la potencia del perfil estratigráfico (de 80 cm), a partir de los 10 375 años. Posteriormente pasó a declinar, para finalmente desaparecer totalmente durante el siglo XIX. El último registro ocurrió alrededor de 170 AP. Las razones de su supuesta extinción no eran clara, aunque se había comprobado que fue un componente importante en la dieta de los indígenas durante su último milenio y que la zona fue afectada por algunos cambios climáticos globales (la Pequeña Edad de Hielo). Se habían propuesto que se realicen nuevos trabajos de campo para confirmar su completa desaparición y descartar la posibilidad de que haya quedado alguna población relictual, pero intensos muestreos del área serrana y de análisis de alimentación de depredadores actuales nunca habían detectado evidencias del supuesto cuis extinguido Galea tixiensis.
Finalmente, un estudio realizado por Pablo Teta y Denise Heliana Campo, publicado en el año 2017, sinonimizó Galea tixiensis, al encontrar que los rasgos craneanos cualitativos y cuantitativos y sus supuestamente diagnósticos caracteres cualitativos, se solapaban con Galea leucoblephara littoralis, que es la forma que habita en la provincia de Buenos Aires.
Comparadas con las muestras actuales, algunos rasgos craneanos de las piezas fósiles poseen valores mayores; esto fue reinterpretado por los especialistas como una respuesta ecofenotípica a las condiciones climáticas más rigurosas que se presentaron en el Holoceno.

## Distribución y hábitat
Este taxón habita en estepas herbáceas o arbustivas, húmedas o secas, en llanuras o sierras, distribuyéndose en el centro-este y centro-sur de la Argentina, desde la costa del mar argentino hasta el pie oriental de la cordillera de los Andes desde el sur de Mendoza, La Pampa, el sudoeste y sudeste de Buenos Aires, Neuquén, Río Negro y Chubut hasta el extremo nordeste de Santa Cruz, en el sudeste de la Patagonia argentina, siendo el taxón más austral del género Galea.